# Symfonie nr. 1 (Albert)
Stephen Albert componeerde zijn 1e symfonie RiverRun in 1983.
In 1983 kreeg hij de opdracht dit werk te schrijven voor het National Symphony Orchestra uit Washington. Die opdracht was zelf al eigenaardig; die ontstond namelijk uit een andere opdracht (dit keer voor leden van dat orkest in 20th Centrury Consort), namelijk To Wake the Dead. Mstislav Rostropovitsj (chef-dirigent van het NSO) hoorde toevallig de opnamen. Toen de componist gebeld werd, had hij geen idee voor wie hij moest componeren. Citaat: Who's Slava? What band?. Men wilde eigenlijk een mis; het werd RiverRun.
De opdracht kwam zo onverwachts dat het extra werk opleverde. Albert was al bezig een compositie te schrijven op basis van Finnegan's Wake van James Joyce: TreeStone. RiverRun is het eerste woord van dat boekwerk. De twee werken bleven allebei op de componistentafel liggen en zijn dus door elkaar beïnvloed.
RiverRun was eerst bekend onder de naam Symphony RiverRun. In de symfonie wordt de waterkringloop beschreven:
1. Rain music; (regen)
2. Leafy Speafing; (samenstromen kleine watergangen tot brede rivier);
3. Beside the rivering waters; (langs de rivier)
4. Rivers end (de rivier stroomt uit in zee).

Albert probeerde de traditionele symfonie te gebruiken in zijn eigen tijd en deze traditie waar mogelijk uit te breiden. Hij werkte verder op de ideeën van zijn grote idool Gustav Mahler. De symfonie klinkt ook als zodanig; alleen waar Mahler zijn partituur steeds voller stopte met partijen, wist Albert dat te voorkomen en het redelijk licht en modern te laten klinken.
De symfonie duurt ongeveer 33 minuten en zou zijn enige door hem afgemaakte symfonie blijven. De naam Symfonie nr. 1 werd pas later toegevoegd, toen de schetsen voor zijn symfonie nr. 2 door derden voor uitvoering gereed gemaakt werden. In 1985 ontving hij , tot zijn eigen verbazing, voor dit werk de Pulitzer-prijs; hij dacht dat zijn werk onbekend was in de Amerikaanse 'muziekscene'.

## Bron
- Uitgave Naxos (platenlabel)